# Rue Saint-Lazare (Paris)
Pour les articles homonymes, voir Rue Saint-Lazare.
La rue Saint-Lazare est une voie des 8e et 9e arrondissements de Paris. 

## Situation et accès
Elle commence au 9, rue Bourdaloue et au 1, rue Notre-Dame-de-Lorette et se termine place Gabriel-Péri et rue de Rome.

## Origine du nom
Son nom actuel remonte à 1770 et provient de la maison Saint-Lazare à laquelle elle conduisait. La prison Saint-Lazare était une ancienne léproserie, transformée en prison en 1793, qui se situait à l’emplacement actuel du 117, rue du Faubourg-Saint-Denis, dans le 10e arrondissement.

## Historique

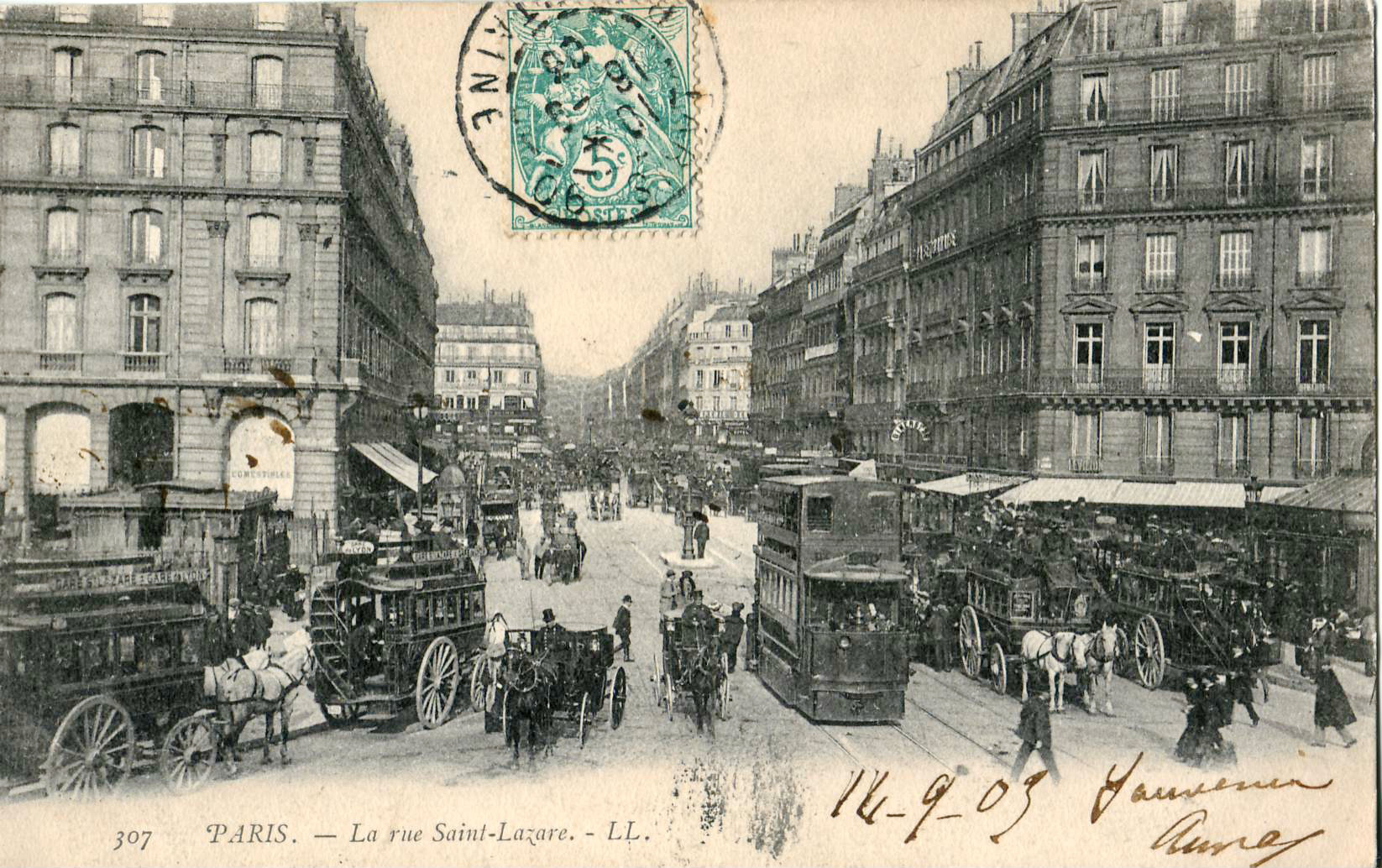
La rue Saint-Lazare au tout début du XX supportait déjà un important trafic de véhicules de transports en commun : omnibus et tramways à air comprimé de la Compagnie générale des omnibus, un ancêtre de la RATP.

Cette voie existait déjà en 1700 sous le nom de « rue des Porcherons » car elle reliait les villages du Roule et de la Ville-l'Évêque à celui des Porcherons. Elle prit ensuite le nom de « rue d'Argenteuil » en raison de sa direction vers le village d'Argenteuil. En 1734, elle n’était encore bordée que de quelques rares constructions et prit son nom actuel en 1770.
Le carrefour formé autrefois par la jonction des rues Saint-Lazare, du Rocher, de la Pépinière et de l'Arcade, s'est appelée « La Petite Pologne » ou plus simplement « La Pologne ». Le Petit Ramponeau, ou cabaret de Ramponeau était situé à la Petite Pologne. Ce fameux cabaret, qui était antérieurement à Belleville, rue de l'Orillon, fut pendant longtemps le rendez-vous des gens de la noblesse qui prenaient plaisir à venir « s'y encanailler ».
Une décision ministérielle du 12 fructidor an V (29 août 1797) fixa la largeur minimale de la rue à 10 mètres. Cette largeur fut portée à 11 mètres par une ordonnance royale du 3 août 1838. Une ordonnance du 3 septembre 1843 déclara d’utilité publique son élargissement à 20 mètres au droit des propriétés nos 115 à 121, afin de créer la cour du Havre :
« Louis-Philippe, etc.,
vu la proposition de l'administration municipale de Paris tendant à faire déclarer d'utilité publique l'exécution de différents travaux destinés à faciliter les abords de l'embarcadère des chemins de fer de Saint-Germain, Versailles et Rouen ;
les pièces constatant que ce projet a été soumis aux formalités d'une enquête régulière, et les observations et réclamations qu'il a fait naître ;
les délibérations du Conseil municipal, en date du 10 mars et 2 juin 1843 ;
l'avis du préfet de la Seine et les pièces à l'appui ;
 le plan d'alignement de la rue Saint-Lazare, arrêté par notre ordonnance du 3 août 1838 ;
le plan de la rue Saint-Nicolas-d'Antin approuvé par décision ministérielle du 6 fructidor an XIII (24 août 1805) ;
les lois des 16 septembre 1807, 3 mai 1841, et l'ordonnance réglementaire du 23 août 1835 ;
notre Conseil d’État entendu, nous avons ordonné et ordonnons ce qui suit :
- Article 1 : est déclarée d'utilité publique l'exécution immédiate des travaux ci-après, destinés à faciliter la circulation aux abords de l'embarcadère des chemins de fer de Saint-Germain, Versailles et Rouen, dans la ville de Paris, savoir :
  - 1° l'ouverture d'une rue de 20 mètres de largeur (la rue du Havre), entre les rues Saint-Nicolas-d'Antin et Saint-Lazare dans l'axe du dit embarcadère, avec quatre pans coupés, dont deux de 5 mètres aux angles de la rue Saint-Nicolas-d'Antin et deux de 30 mètres au débouché sur la rue Saint-Lazare ;
  - 2° l'établissement d'un passage de 12 mètres (cette voie n'a finalement pas été exécutée), partant de la rue nouvelle et conduisant aux dépendances du collège Bourbon ;
  - 3° l'élargissement à 20 mètres de la rue Saint-Lazare, au droit des propriétés portant les nos 115, 117, 119 et 121 ;
  - 4° l'élargissement, suivant l'alignement ministériel approuvé le 6 fructidor an XIII (24 août 1805), de la rue Saint-Nicolas-d'Antin, au droit des propriétés nos 52, 56, 58 et 72 ;
le tout conformément aux alignements tracés par des lignes rouges sur le plan ci-joint ;
l'alignement fixé par notre ordonnance du 3 août 1838, pour la dite rue Saint-Lazare, est déclaré nul et comme non avenu en ce qui concerne les immeubles portant les nos 115, 117, 119 et 121, et il subsistera pour le surplus.

- Article 2 : le préfet de la Seine, agissant au nom de la ville de Paris, est autorisé à acquérir, soit à l'amiable, soit, s'il y a lieu, par voie d'expropriation, les immeubles ou portions d'immeubles dont l'occupation sera nécessaire pour l'exécution des travaux ci-dessus déclarés d'utilité publique.
- Article 3 : notre ministre secrétaire d’État au département de l'Intérieur est chargé de l'exécution de la présente ordonnance.

Au château d'Eu, le 3 septembre 1843. »
La gare Saint-Lazare fut construite en 1837. Une ruelle, dite impasse Bony, créée en 1826 et située à l’emplacement de l’hôtel Terminus, servait au déchargement des bagages. La cour de Rome, située devant la gare du côté ouest, engloba l’ancienne impasse d’Argenteuil, qui s’ouvrait sur la rue du Rocher.

## Bâtiments remarquables et lieux de mémoire
- Nos 3 : l'avionneur Armand Deperdussin s'y suicide en 1924[4].
- Nos 9 bis et 11 : anciennement s'y trouvaient des maisons closes[5].
- Nos 18 : à ce niveau se trouvait le théâtre d'Application, ou La Bodinière (1888-1909).
- No 23 : Georges Ancey (1860-1917), auteur dramatique, y a habité et y est mort.
- Nos 27-29 (et 32-34, rue de Châteaudun) : « Deux remarquables immeubles, décorés dans le style de l'architecture française du XVIe siècle, vers 1840. Probablement l’un des ensembles les plus importants de ce style. Les façades arrière sont visibles de la rue de Châteaudun, dont le prolongement en 1862 paraît avoir amputé ces immeubles de leur jardin »[6].
L'artiste Paul Gavarni réside au no 27 de la rue en 1829[7].
Le no 29 abritait un bordel réservé aux soldats allemands pendant l'Occupation[8]
- Nos 36-38, au croisement avec la rue Taitbout : poste construite par l'architecte Paul Bessine vers 1935[9].
- No 52 : début de la rue Catherine-de-La-Rochefoucauld, du nom de l'ancienne abbesse de Montmartre, qui donne accès au musée Gustave-Moreau, à proximité de la rue Saint-Lazare.
- No 54 : Boey & Borsu, un fabricant de matériel ferroviaire à voie étroite avec un atelier à Bonneuil-sur-Marne[10],[11]. Domicile lors des 30 dernières années de sa vie de René de Obaldia, poète, dramaturge, écrivain, doyen de l'Académie française de 2012 à 2022.
- No 58 : hôtel Delaroche, construit en 1829 dans le style toscan pour le peintre Paul Delaroche qui y habita dix ans. La polychromie de la récente restauration est censée reproduire la polychromie d'origine[6].
- No 60 : domicile parisien du duc de Bassano où lui et son épouse moururent ; domicile de J. Minot, imprimeur, éditeur et lithographe, où il est mort.
- No 66 : Émile Zola achète un appartement où il installe sa maîtresse, Jeanne Rozerot. Le docteur David Gruby (1810-1898), mycologue, qui a soigné de nombreuses personnalités, y a vécu plusieurs décennies (référence : Bernard Vassor[source insuffisante]).
- Intersection de la rue Saint-Lazare devenue place d'Estienne-d'Orves et 2-4, rue de la Chaussée-d'Antin : emplacement de la caserne du Mont-Blanc, également appelée « caserne Clichy «, « caserne Lazare » ou « caserne Saint-Lazare », l'une des casernes des Gardes françaises.
- No 68 : le 10 novembre 1897 mourut, à son domicile situé à cette adresse, l'homme d'affaires, fondateur, concessionnaire et exploitant de divers lieux de divertissements et de salles de spectacles Charles Zidler (1831-1897)[12]. Il fut notamment, avec Joseph Oller, cofondateur du Moulin-Rouge.
- No 78 : grille de l’ancien jardin Tivoli[13].
- No 79 : domicile de l'artiste peintre François Léon Benouville, mort ici en février 1859. Un appartement de cet immeuble a ensuite appartenu à la famille Gallimard. Gaston Gallimard y naît en 1881[14].
- No 82 : immeuble construit en 1908[15] par Émile Jarlat, primé au Concours de façades de la ville de Paris en 1909[16]. On y trouve le siège des éditions Flammarion depuis juillet 2022.
- No 87 : avenue du Coq, emplacement de l'ancien château de la famille Porcheron (XIIIe siècle), qui donna son nom au quartier. Ultérieurement, il devint la propriété de la famille Le Cocq et donna son nom à l'impasse qui fut dégagée à sa place[17].
- No 88 : hôtel construit pour la compagnie de chemin de fer PLM en 1869 à la place de l'intendance des Ponts et Chaussées, construite en 1788 par l'architecte François-Nicolas Trou dit Henry. L'entrée était celle des jardins de Tivoli. Il a hébergé de 1938 à 1999 le siège de la SNCF.
- No 94 : ambassade de Guinée-Bissau en France.
- No 96 : arcades permettant d'accéder à la rue de Budapest.
- No 100 : ici se trouvait le Comité mondial de Napoléon, ainsi que l'Association mondiale des Corses et des amis de la Corse[18].
- No 101 : cinéma Les Cinq Caumartin.
- No 108 : hôtel Concorde Opéra Paris, ancien Grand Hôtel Terminus de la gare Saint-Lazare, aménagé par l’architecte Juste Lisch pour accueillir les visiteurs de l’Exposition universelle de 1889.
- Nos 113-115 : Brasserie Mollard. Le décor intérieur, datant de 1894, est dû à l’architecte Édouard Niermans. Les tableaux de céramique sont de M. Simas. Nadar avait habité à cet endroit dans une maison.
- No 119 : un établissement de restauration rapide à l’enseigne McDonald's a remplacé une taverne bavaroise à l’enseigne du Roi de la bière, signalée dès 1910[19], dont l’originale façade a été conservée.
- No 121 : anciennement The Criterion Fouquet's Bar, établissement fondé par Louis Fouquet avant qu'il ne crée le Fouquet's sur les Champs-Élysées.

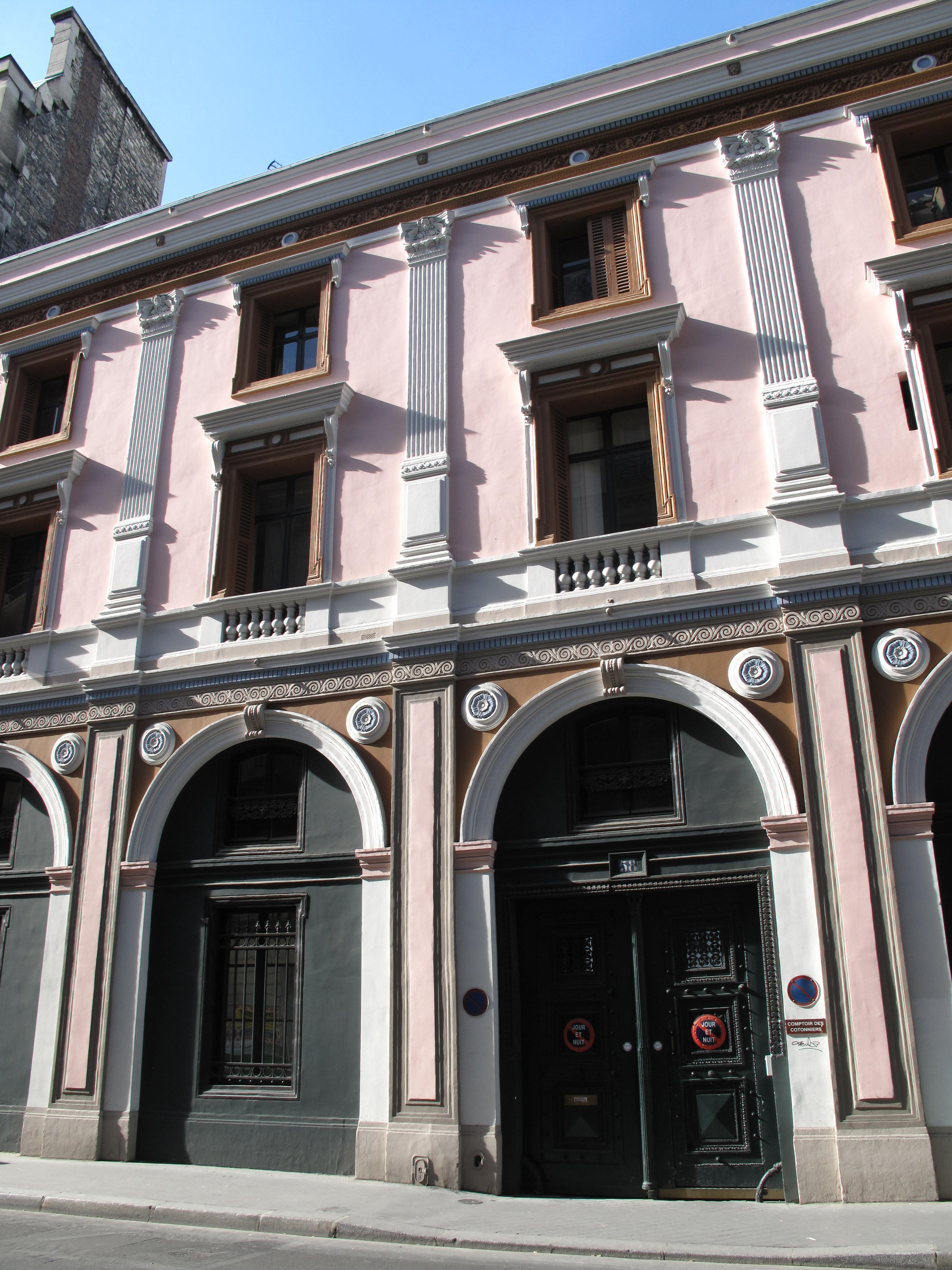
No 58.
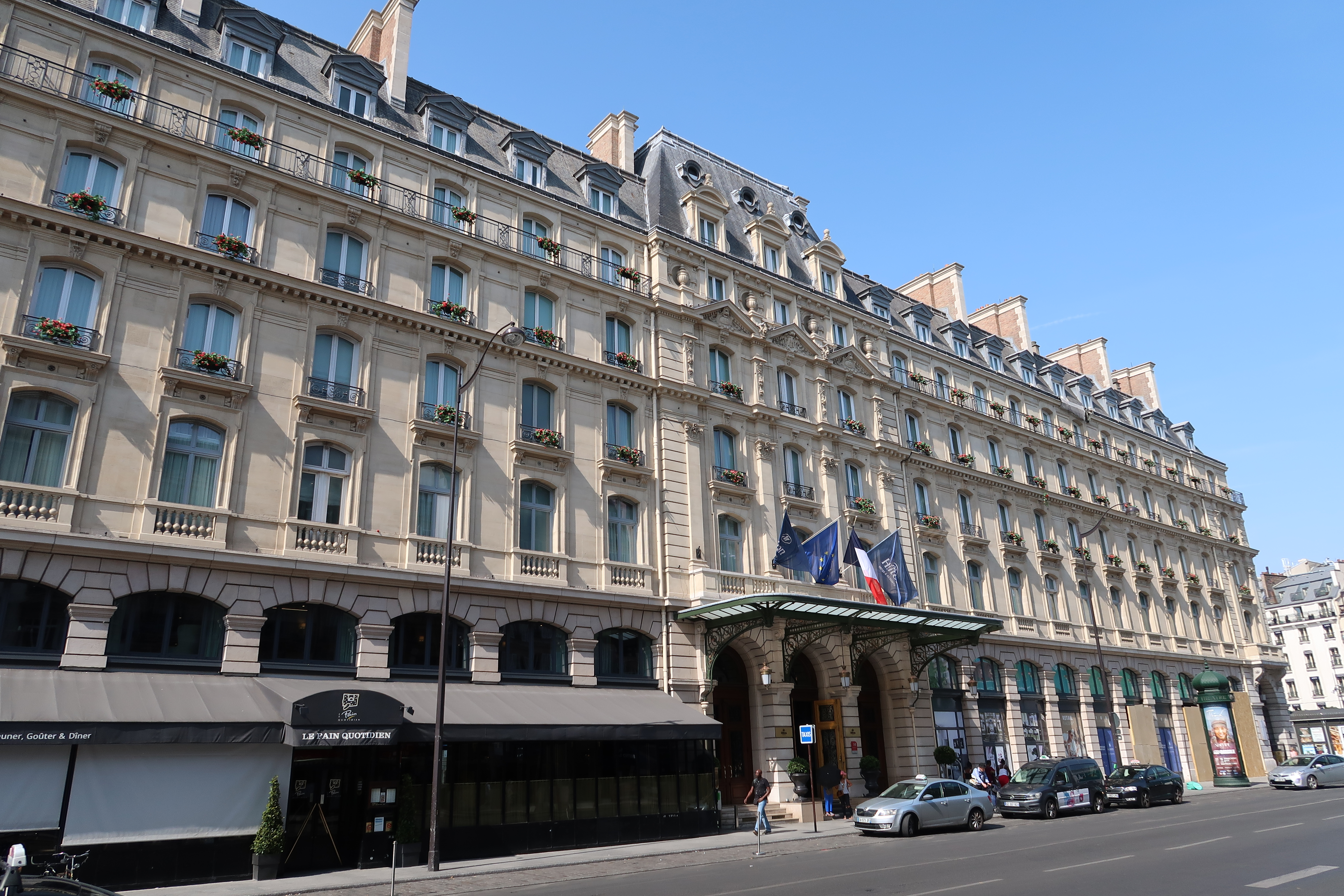
Le Grand Hôtel Terminus.
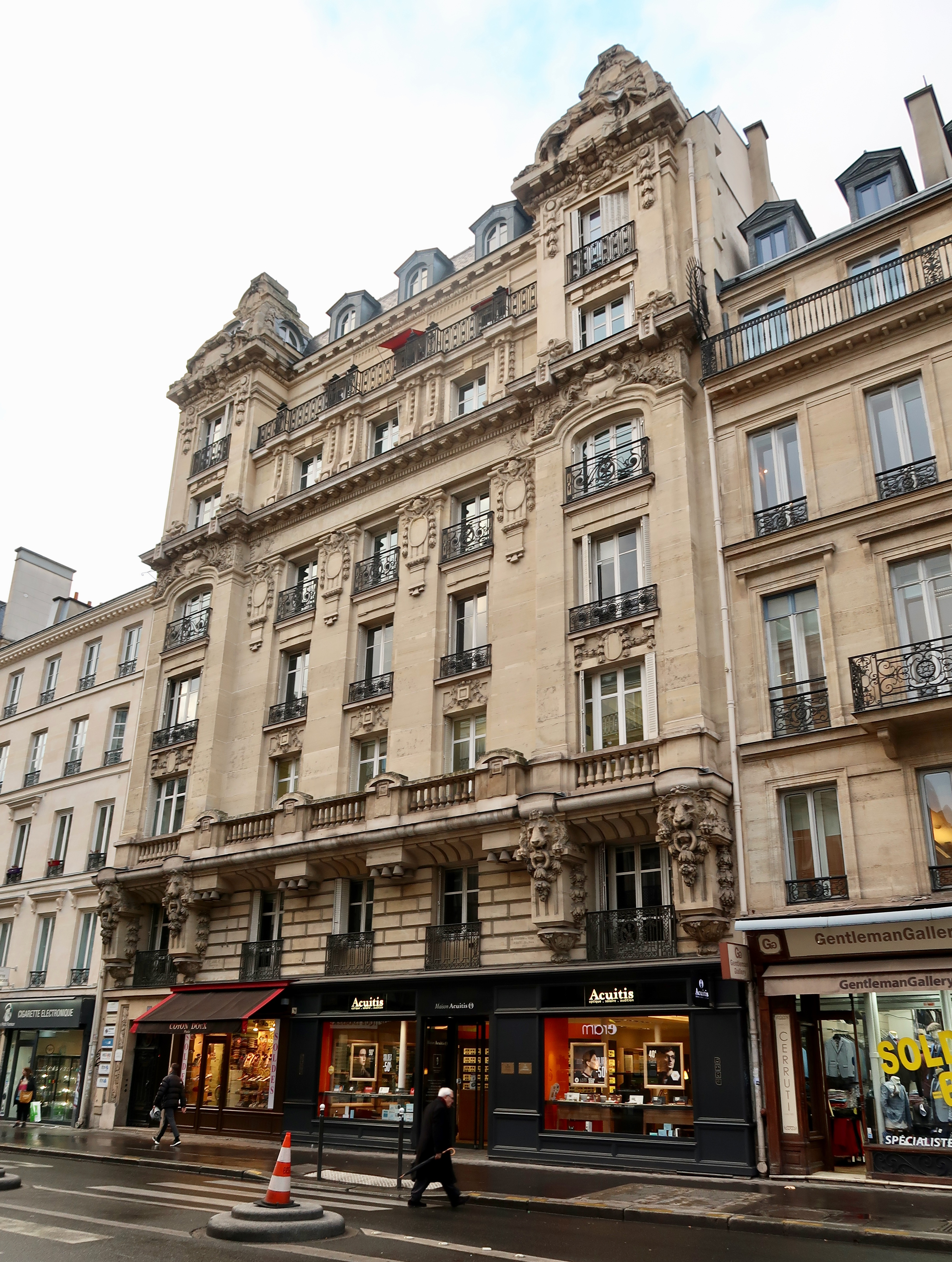
No 82.
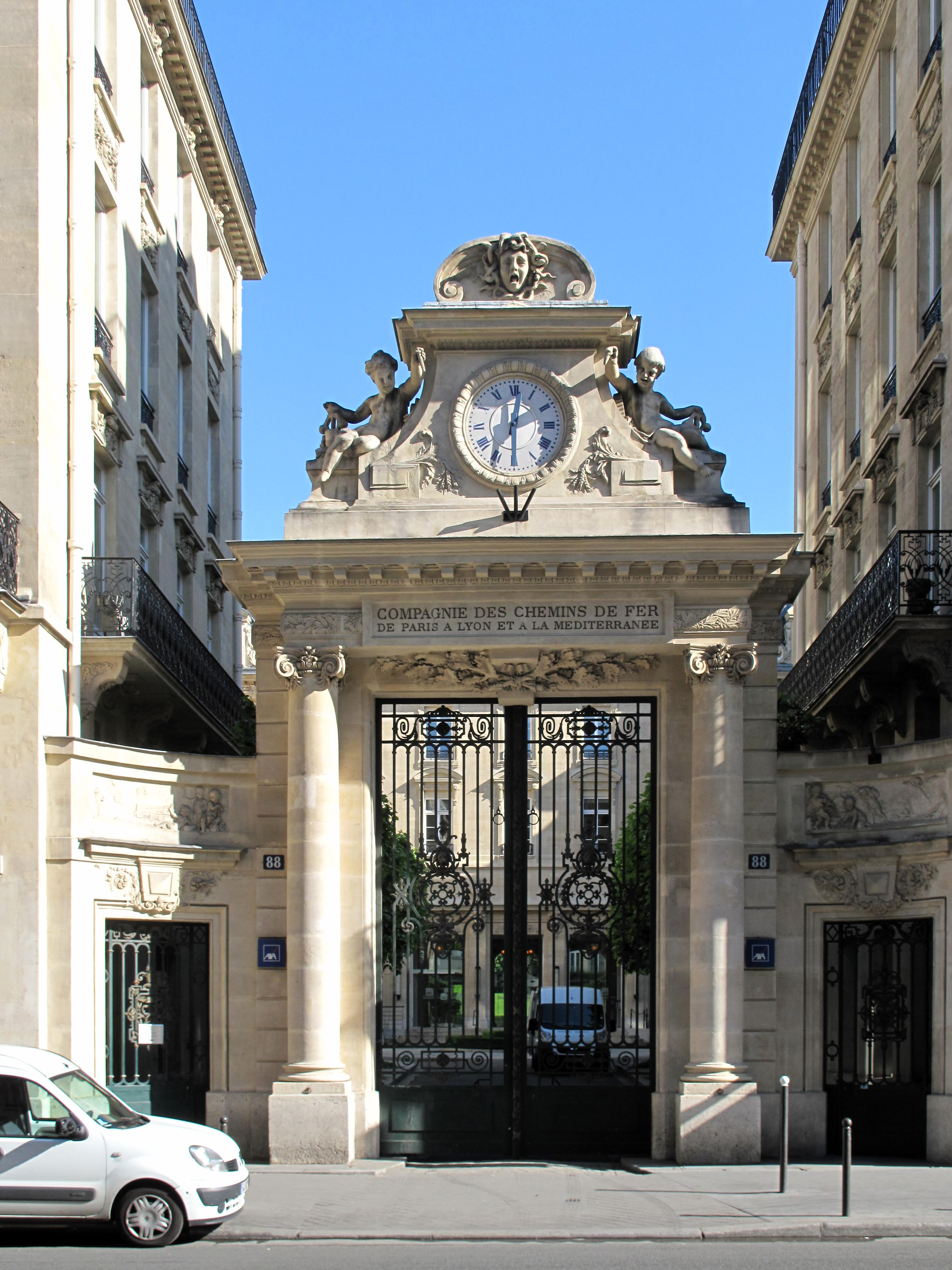
No 88.
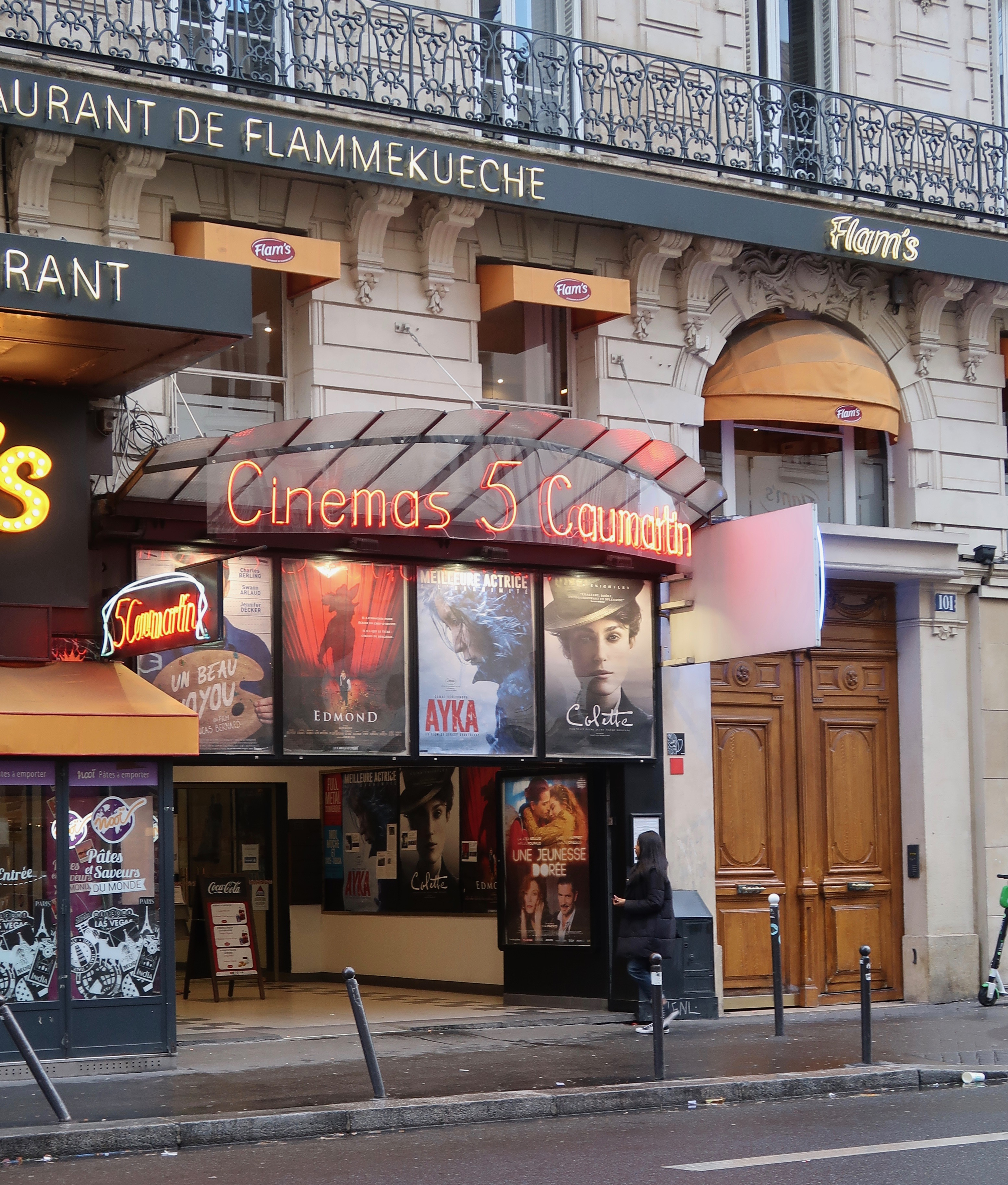
No 101.
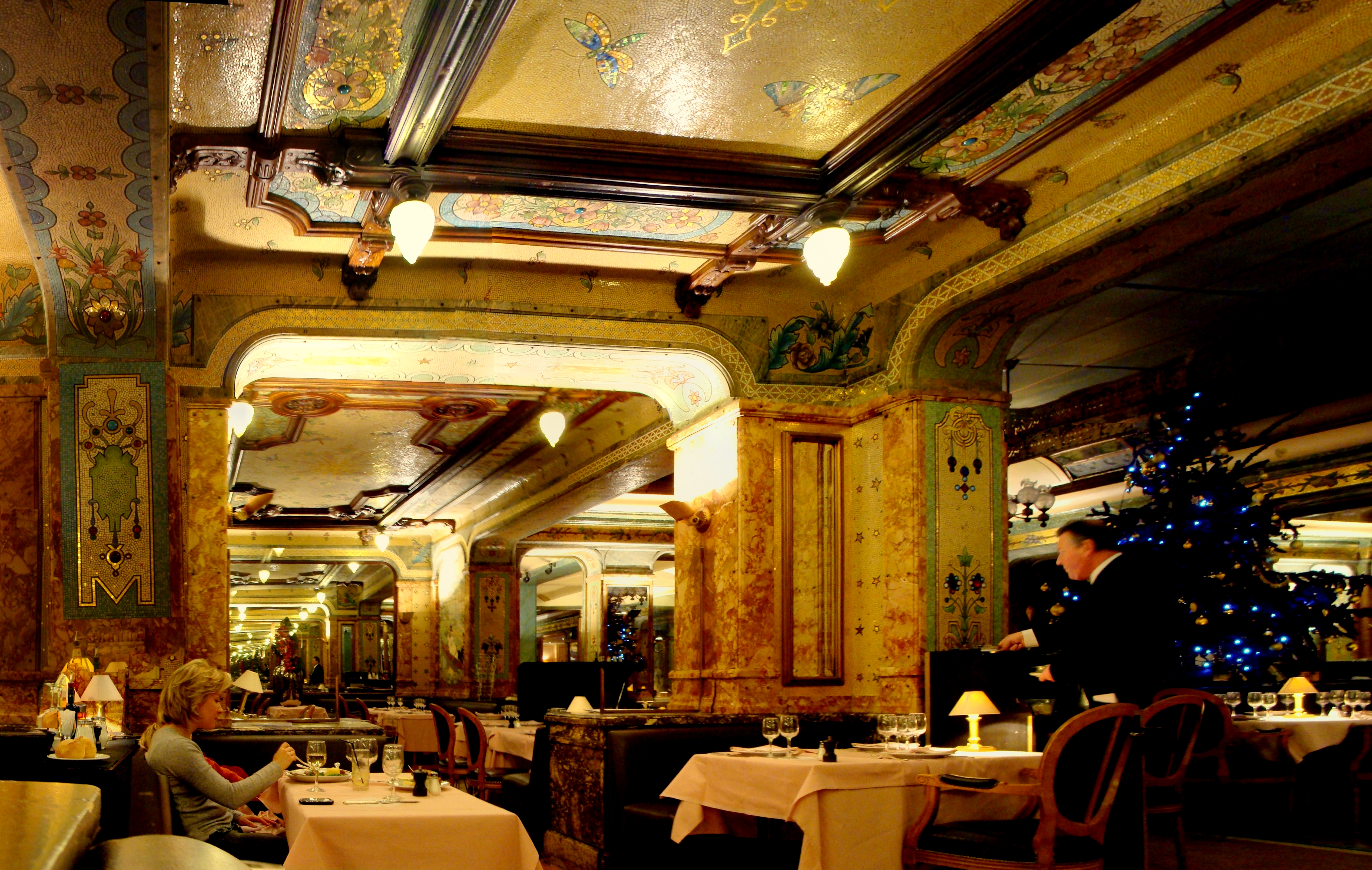
Brasserie Mollard au no 115.

## Sources
- Félix de Rochegude, Promenades dans toutes les rues de Paris. VIIIe arrondissement, Paris, Hachette, 1910. .
- Félix Lazare et Louis Lazare, Dictionnaire administratif et historique des rues de Paris et de ses monuments, Paris, Imprimerie de Vinchon, 1844-1849.
- Jean-Marie Pérouse de Montclos (dir.), Le Guide du Patrimoine. Paris, Paris, Hachette, 1994.